# Sevgein
Sevgein est une localité et une ancienne commune suisse du canton des Grisons, située dans la région de Surselva.

## Monuments et curiosités
- L'église Saint-Thomas a été érigée entre 1687 et 1691 sur l'emplacement d'un bâtiment plus ancien dont le chœur gothique d'origine sert aujourd'hui de sacristie. Église baroque à une nef avec chœur polygonal et chapelles latérales formant transept, elle est richement décorée[1].
- Chapelle du Saint-Sépulcre (Heiligrabkapelle) construite en 1679.